# Maddalena Casanova
Maria Maddalena Antonia Stella Casanova (* 25. Dezember 1732 in Venedig; † 10. Januar 1800 in Dresden) war eine der frühesten italienischen Tänzerinnen am sächsischen Hof. Dort, in Dresden, verbrachte sie fast ihr gesamtes Leben. Ihre Mutter war die Venezianerin Giovanna Maria Farussi, ihr Bruder war Giacomo Casanova. Dies ist für die Überlieferungslage zur Geschichte Dresdens und der gesamten Epoche von erheblicher Bedeutung, da über sie die Memoiren Casanovas letztlich erhalten blieben und sehr viel später publiziert wurden.

## Leben

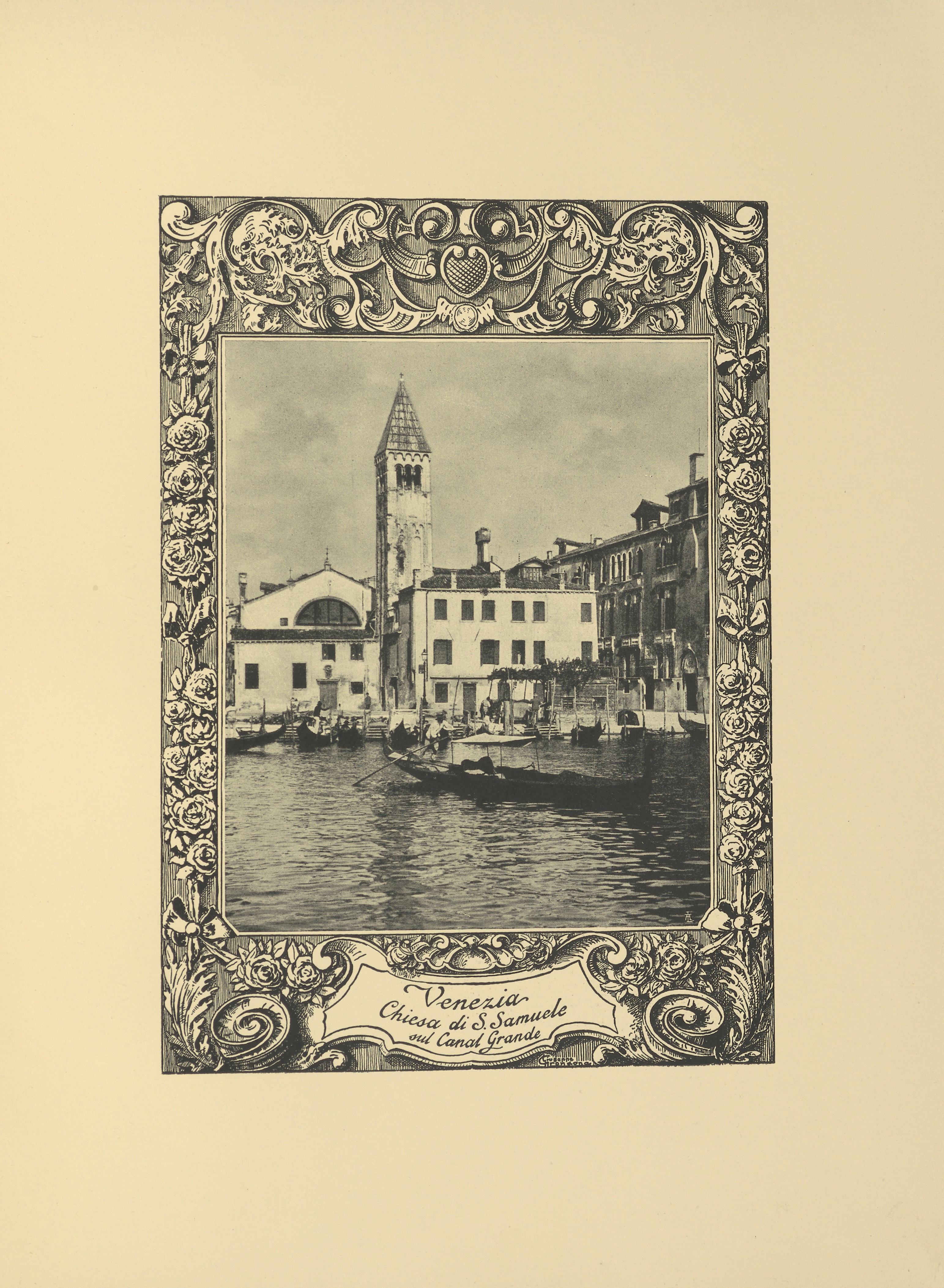
Darstellung der Kirche, in der Maddalena Casanovas Eltern heirateten, in einer Veröffentlichung über die Flucht ihres Bruders Giacomo aus den Bleikellern beim Dogenpalast von 1911

Maddalena Casanova war die einzige Tochter des Schauspielerpaares Giuseppe Gaetano Casanova (1697–1733) und Giovanna Maria Zanetta Farussi (1707–1776), die das Erwachsenenalter erreichte, denn ihre Schwester Faustina Maddalena starb schon sehr früh. Ihre vier Brüder waren Giacomo Casanova, Francesco, Giovanni Battista und Gaetano Alvise. Nachdem ihr Vater 1733 gestorben und ihre gemeinsame Mutter zunächst nach Petersburg (1736), dann nach Dresden (1737) wegen eines Engagements abgereist war, lebte sie mit ihrem jüngsten Bruder zunächst bei der Großmutter Marzia Farussi (ca. 1669–1743). Diese lebte im Corte delle Muneghe. Doch holte ihre Mutter sie bald nach Dresden, während die größeren Kinder in Venedig blieben. Sie hatte am sächsischen Hof ein Engagement auf Lebenszeit erhalten.
Der inzwischen weitgereiste Giacomo Casanova, Maddalenas ältester Bruder, erhielt 1752 Gelegenheit, ein Libretto zu übersetzen, um es in Dresden am 7. Februar 1752 aufführen zu lassen. Er übersetzte dazu den Zoroastre ins Italienische. Darin spielte Giovanna Casanova die „Erinice, Principessa di Battro“ (Prinzessin von Baktrien). Unter den Figurantinnen wird auch erstmals Maddalena genannt. Sie wohnte nachweislich noch 1745 im Haus der Mutter. Die Aufführung wurde mit großem Beifall aufgenommen und der in Paris erscheinende Mercure de France berichtete im Mai 1752 ausführlich. Dabei betonte die Besprechung des „évenement fort glorieux“ die „fidélité“ und die „élégance“ der Übersetzung und liefert zugleich eine Reihe von Beispielen. Damit zeige der Autor „M. Casanuova“, dass er in der Lage sei, selbst Gedichte zu verfassen, die es wert seien, gelesen zu werden (S. 171).
Maddalenas Brüder Giacomo und Francesco hielten sich vom Spätsommer 1752 bis März 1753 in Dresden auf. Maddalena heiratete 1753 den Hofklavierlehrer Peter August, mit dem sie eine Tochter namens Marianna (Manon) hatte, die um 1769 geboren wurde. Während Giacomo wieder abreiste, blieb Francesco bis 1757.
1757 endete mit dem Siebenjährigen Krieg schlagartig das langjährige Engagement der kleinen italienischen Truppe. Die Familie floh nach Prag, wie Giacomo Casanova berichtet. Erst nach Kriegsende konnte die Familie wieder nach Dresden zurückkehren.
Dort erschien Giacomo Casanova 1766 erneut. Er kam im Hôtel de Saxe unter, dem vornehmsten Haus der Stadt. Wie er berichtet, ‚besuchte ich meine Schwester, die Frau von Peter August‘. Er kehrte allerdings erst nach dem Tod der Mutter abermals nach Dresden zurück (1790). Peter August war inzwischen am 16. Februar 1787 gestorben, so dass seine Schwester seither Witwe war.
Giacomo erschien 1788 erneut in Dresden, abermals von März bis April 1797. Am 10. Dezember 1795 starb sein Bruder Giovanni. Er hinterließ vier Kinder, nämlich Teresa und Augusta (* 1774), Carlo und Lorenzo. Der inzwischen in Nordböhmen auf Schloss Dux lebende Giacomo versuchte sie materiell zu unterstützen und schrieb mehrfach an Teresa, deren verehrungsvolle Briefe an ihren ‚geliebten Onkel‘ (sie schrieben Französisch) erhalten sind; das Verhältnis zu ihren Brüdern war hingegen gespannt. Giacomos Bruder Francesco berichtete seinerseits von schlechten Erfahrungen mit Teresa und auch mit Lorenzo, was möglicherweise auf Intrigen zurückzuführen war. Teresa heiratete Rudolf August von Wessenig, der in kurländischen Diensten stand, und lebte in Dresden bis zu ihrem Tod am 26. Dezember 1842. In ihrem Salon trafen sich über Jahrzehnte die führenden Geister der Stadt. Ihre Schwester Augusta, die 1848 starb, wurde neben ihr beigesetzt.

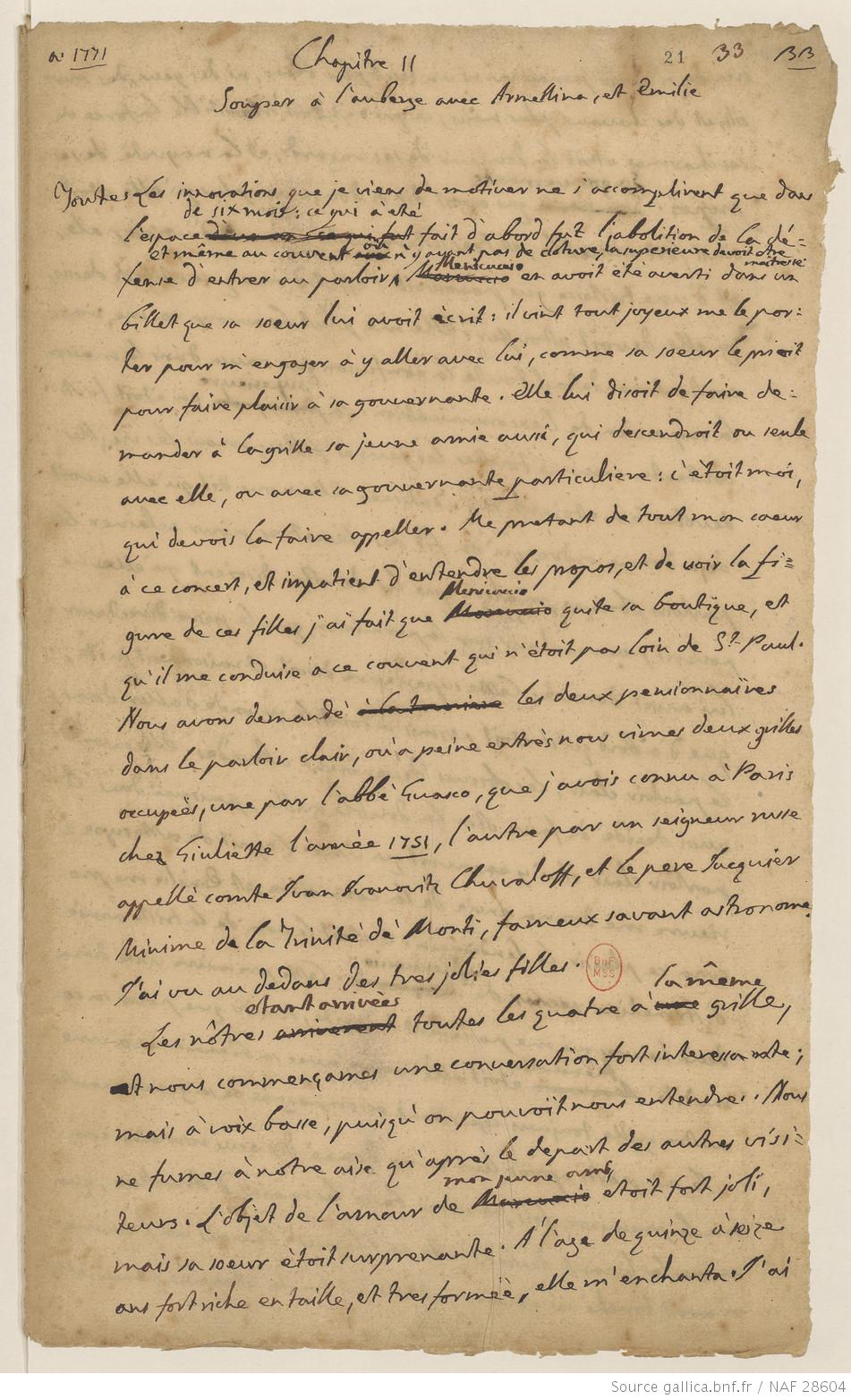
Seite im Manuskript der Histoire de ma vie

Für die Überlieferung der Lebenserinnerungen Giacomo Casanovas wurde das Verhältnis zu seiner Schwester von entscheidender Bedeutung. Das Manuskript der Histoire de ma vie vererbte Casanova nämlich 1798 an Carlo Angiolini († 1808), den Schwiegersohn seiner Schwester. Dieser hatte ihre Tochter Marianne (Manon) im August 1787 geheiratet. Er und Marianna hatten zwei Kinder, nämlich Camilla und Carlo († 26. April 1834), die 1788 und 1789 zur Welt kamen. 
1814 bot Graf Camillo Marcolini dem etwa 25-jährigen Carlo kurz vor seinem Tod als Kaufpreis 2500 Taler an – wohl um die Herausgabe des Manuskripts zu verhindern.
Camilla bot, nunmehr erfolgreich, das Werk am 13. Dezember 1820 dem Verlag Brockhaus in Leipzig zum Verkauf an, der es am 24. Januar des folgenden Jahres für 200 Taler erstand.

## Literatur

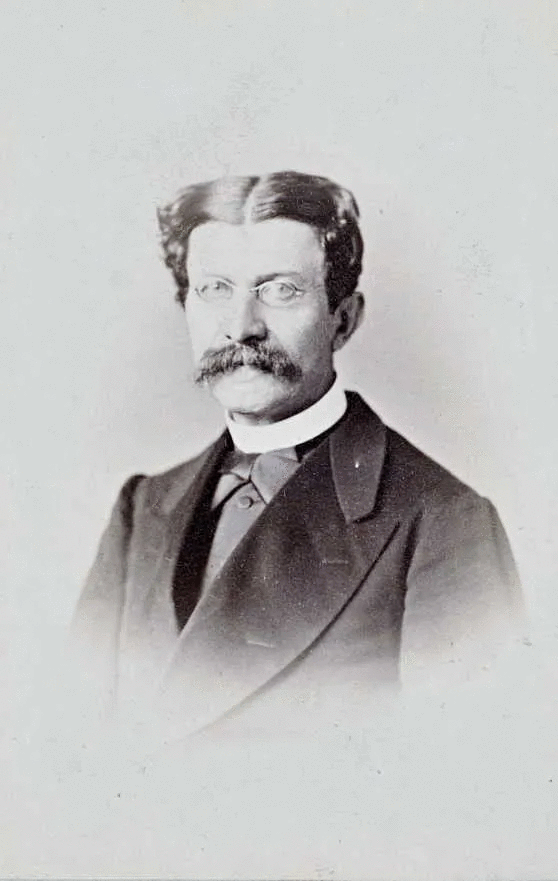
Friedrich August Freiherr ö Byrn